# グレナ・コレット＝ベア
グレナ・コレット＝ベア（Glenna Collett-Vare、1903年6月20日 – 1989年2月3日）は米国人世界ゴルフ殿堂入りゴルファーで、1920年代の米国女子ゴルフ界を席巻した。 
米国LPGAが最少年間平均ストローク数を達成した選手に授与する「ベアトロフィー」の名称は彼女の名前に由来している。

## 経歴
コネチカット州ニューヘイブンで生まれ、その後ロードアイランド州プロビデンスで運動好きの両親のもとで育ち、幼い頃には水泳や飛び込みなどのスポーツに携わった。 14歳でゴルフを始め、その後2年経たない1919年の全米女子アマチュア選手権に出場するまでに上達した。この大会ではストロークプレーによる予選は通過したがマッチプレーの2回戦で敗退した。2年後、18歳で出場した同大会では、予選のストロークプレーを最少スコアで突破している。 
この時代は女子プロゴルファーはおらず、全米女子アマが米国におけるもっとも栄誉あるゴルフのトーナメントだったが、彼女の強さは抜きんでていた。コレットのゴルフインストラクターはアーネスト・ジョーンズだった。 
1922年にストロークプレーのスコア記録を塗り替えるとともに、生涯で計6回優勝することになる全米女子アマの初めての勝利を遂げた。翌年（1923年）はマッチプレーの第3ラウンドで敗れたが、カナディアン女子アマチュア選手権には優勝した。1924年には男女を問わずゴルフ史上で最も顕著な記録を達成した。 
1924年の全米女子アマでは、予選ストロークプレーで1ラウンド打数の新記録を更新したが、マッチプレー準決勝で不運にもメアリー・ブラウンに敗れた。この時、19番ホールでブラウンの打ったパットは、既にホール直近にあったグレナのボールにぶつかり、そのままホールインした（これは当時のルールでは認められていた）。グレナはこの年カナディアン選手権の2連覇を含むマッチプレー60戦中59勝という驚異的成績を残したが、この全米女子アマのブラウン戦が唯一の敗戦となった。 
1925年に全米女子アマで再び優勝し、さらに1928年から1930年にかけて3連続優勝した。また1928年から1931年にかけてトーナメント16連続優勝も果たした。この間にノースアンドサウス女子アマチュア選手権を合計6回、女子イースタンアマチュア選手権も合計6勝しただけでなく、1929年と1930年の全英女子アマチュアでの準優勝も記録している。 
また、フランスに渡りフレンチ女子アマチュア選手権にも優勝した。エドウィン・H・ベア・ジュニア (Edwin H. Vare Jr.) と結婚し子供を二人設けた後、グレナ・コレット＝ベアとして1934年にはゴルフを再開し、初戦の全米女子アマでは準決勝でバージニア・ヴァン・ウィーに敗れたが、翌年の同大会では以降最強のスタープレーヤーに成長するパティー・バーグを下して6回目の優勝を遂げた。 
1932年、イングランドのウェントワースゴルフクラブで行われた第1回のカーチスカップではチームキャプテン兼選手として出場し、米国チームの勝利に貢献した。その後もキャプテン兼選手として1934年、1936年、1938年、そして1948年の同大会に出場し、いずれも優勝している。56歳で競技ゴルフを引退した時、全部で49勝していた。最後の優勝は1956年のロードアイランド女子ゴルフ協会トーナメントだった。 
2冊の書籍を執筆している。1926年の「Golf For Young Players」と1928年の「Ladies in the Rough」。 
1953年以降、LPGAはその年のプロツアー大会で最少平均スコアを記録した選手に対してグレナの姓を冠したベアトロフィーを授与している。 
1965年に、ゴルフにおける卓越したスポーツマンシップを認められ、USGA により最高の栄誉とされるボブジョーンズ賞を授与された。1975年の世界ゴルフ殿堂創設時の最初の殿堂入りメンバーの一人となった。1984年にはロードアイランドのポイントジュディスカントリークラブでの招待大会に61回連続の81歳で出場し、ハンディキャップ15でプレーした。

## 死とレガシー
1989年にフロリダ州ガルフストリームで死去。1977年のフィリス・ホランダーの著書「One Hundred Greatest Women in Sports（スポーツ界の偉大な女性100選）」において、ゴルフに関してグレナはベーブ・ザハリアスやパティー・バーグを押しのけて筆頭に挙げられている。「彼女の経歴はゴルフ史上他に類を見ない」と述べている。ジーン・サラゼンは彼女を「史上最高の女性ゴルファー」と呼んだ。

## チームとしての実績
アマチュア
- カーティスカップ （米国代表）： 1932年 （勝利）、 1934年 （ノンプレーキャプテン）、 1936年 （タイスコアだがカップは保持、キャプテン兼選手）、 1938年 （勝利）、1948年（勝利、キャプテン兼選手）、1950年（ノンプレーキャプテン）

## 著書
- Glenna Collettによる若いプレーヤーのためのゴルフ （1926）– Little、Brown、Company
- ボビー・ジョーンズ （1928）による序文とともにグレンナ・コレットによる女性のラフ - アルフレッドA.ノップ

## 参照資料
- スポーツにおける百人の偉大な女性 – フィリス・ホランダー （1977）。 パトナム ISBN 0-448-13367-9